# Deshler (Nebraska)
Deshler ist eine Stadt (City) im Thayer County im Süden von Nebraska, Vereinigte Staaten. Das U.S. Census Bureau hat bei der Volkszählung 2020 eine Einwohnerzahl von 752 ermittelt.

## Geografie
Die Stadt Deshler befindet sich rund 13 km westlich von Hebron. Die nächstgelegenen größeren Städte sind Hastings (110 km nordwestlich) und Lincoln (150 km nordöstlich).

## Geschichte
Der Ort wurde 1887 gegründet, als die Chicago, Rock Island and Pacific Railroad ihr Streckennetz dorthin ausbaute. Benannt wurde es nach John G. Deshler, dem ehemaligen Grundbesitzer auf dessen Grund die Stadt entstand. Ein Postbüro wurde im selben Jahr eröffnet.

## Verkehr
Zu erreichen ist der Ort über den U.S. Highway 136, der im Norden vorbeiführt.
Der nächstgelegene Flugplatz ist der Hebron Municipal Airport.